# Convessità (finanza)
In matematica finanziaria, la convessità si riferisce alla non linearità in un modello finanziario. In altre parole, se il prezzo di una variabile sottostante cambia, il prezzo di un output non cambia in modo lineare, ma dipende dalla derivata seconda (o, in termini impropri, da termini di ordine superiore) della funzione alla base del modello. Dal punto di vista geometrico, il modello non è più piatto ma curvo e il grado di curvatura è chiamato convessità.

## Terminologia
Strettamente parlando, la convessità si riferisce alla seconda derivata del prezzo di uscita rispetto a un prezzo di entrata. Nel prezzo derivato, questo è indicato come Gamma (Γ), una delle greche. In pratica, il più significativo di questi è la convessità delle obbligazioni, la seconda derivata del prezzo di un'obbligazione rispetto ai tassi di interesse.
Poiché la seconda derivata è il primo termine non lineare, e quindi spesso il più significativo, la "convessità" viene anche utilizzata impropriamente per riferirsi alle non linearità in generale, compresi i termini di ordine superiore. Il perfezionamento di un modello per tenere conto delle non linearità viene definito correzione della convessità.

## Aspetti matematici
Formalmente, la correzione della convessità deriva dalla disuguaglianza di Jensen nella teoria della probabilità: il valore atteso di una funzione convessa è maggiore o uguale alla funzione del valore atteso:
{\displaystyle E[f(X)]\geq f(E[X]).}
Dal punto di vista geometrico, se il prezzo del modello si curva su entrambi i lati del valore attuale (la funzione di payoff è convessa verso l'alto e al di sopra di una linea tangente in quel punto), quindi se il prezzo del sottostante cambia, il prezzo dell'output è maggiore di quanto è modellato usando solo la prima derivata. Al contrario, se il prezzo del modello scende (la convessità è negativa, la funzione di payoff è al di sotto della linea tangente), il prezzo dell'output è inferiore a quello modellato utilizzando solo la prima derivata.
L'adeguato aggiustamento della convessità dipende dal modello dei futuri movimenti di prezzo del sottostante (la distribuzione di probabilità) e dal modello del prezzo, sebbene sia lineare nella convessità (seconda derivata della funzione di prezzo).

## Interpretazione
La convessità può essere utilizzata per interpretare il prezzo dei derivati: matematicamente, la convessità è un'opzione e il prezzo di un'opzione (il valore dell'opzione) corrisponde alla convessità del pagamento sottostante.
Nel metodo di valutazione delle opzioni Black-Scholes, omettendo i tassi di interesse e la derivata prima, l'equazione di Black-Scholes si riduce a {\displaystyle \Theta =-\Gamma ,} "(infinitesimalmente) il valore del tempo è la convessità". Cioè, il valore di un'opzione è dovuto alla convessità del pagamento finale: si ha la possibilità di acquistare un'attività o meno (in una chiamata; per dirla è un'opzione da vendere) e la funzione di pagamento finale (una forma di una mazza da hockey) è convessa l'"opzionalità" corrisponde alla convessità nella vincita. Pertanto, se si acquista un'opzione call, il valore atteso dell'opzione è superiore al semplice prendere il valore futuro atteso del sottostante e immetterlo nella funzione di pagamento dell'opzione: il valore atteso di una funzione convessa è superiore alla funzione del valore atteso (disuguaglianza di Jensen). Il prezzo dell'opzione e il valore dell'opzionalità riflette quindi la convessità della funzione di payoff.
Questo valore è isolato tramite una strategia detta straddle - l'acquisto di uno straddle at the money (il cui valore aumenta se il prezzo del sottostante aumenta o diminuisce) non ha (inizialmente) alcun delta: si sta semplicemente acquistando convessità (opzionalità), senza prendere una posizione sull'attività sottostante: si beneficia del grado di movimento, non della direzione.
Dal punto di vista della gestione del rischio, essendo la lunga convessità (con Gamma positivo e quindi (ignorando i tassi di interesse e il Delta) Theta negativo) significa che si beneficia della volatilità (Gamma positivo), ma si perde denaro nel tempo (Theta negativo), uno gli utili netti se i prezzi si muovono più del previsto e il netto perde se i prezzi si muovono meno del previsto.

## Convessità aggiustata
Dal punto di vista della modellizzazione, gli aggiustamenti della convessità sorgono ogni volta che le variabili finanziarie sottostanti modellate non sono una martingala nell'ambito della misura dei prezzi. L'applicazione del teorema di Girsanov  consente di esprimere la dinamica delle variabili finanziarie modellate nell'ambito della misura di determinazione del prezzo e quindi di stimare questo adeguamento della convessità. Esempi tipici di aggiustamenti di convessità includono:
- Opzioni Quanto: il sottostante è denominato in una valuta diversa dalla valuta di pagamento. Se il sottostante scontato è martingala nell'ambito della sua misura di rischio interno neutro, non è più nell'ambito della misura di rischio di cambio valuta di pagamento
- Strumenti swap a scadenza costante (CMS) (swap, caps / floor) [2]
- Analisi di spread aggiustati per opzione (OAS) per titoli garantiti da ipoteca o altre obbligazioni richiamabili
- Calcolo del tasso forward IBOR dai futures Eurodollar
- IBOR in avanti secondo il modello di mercato LIBOR (LMM)